# Tō Keikan
Tō Keikan (藤貞幹) est un lettré néo-confucianiste japonais né le 13 août 1732 et mort le 8 octobre 1797. Il est connu pour avoir participé à la rédaction du Dai Nihonshi.